# Тимонин, Харитон Алексеевич
Харитон Алексеевич Тимонин (1918, хутор Горбунов, Уральский уезд, Уральская область — неизвестно, Казахская ССР) — бригадир совхоза имени Жданова Приуральского района Уральской области, Казахская ССР. Герой Социалистического Труда (1966).

## Биография
Родился в 1918 году в крестьянской семье на хуторе Горбунов Уральского уезда (сегодня — Бурлинский район). Трудовую деятельность начал в тракторной бригаде колхоза «Новая жизнь». В 1934 году окончил курсы механизации, трудился механизатором. С 1938 года — бригадир тракторной бригады в колхозе «Трудовик» (позднее — колхоз имени Жданова, затем с 1961 года — совхоз имени Жданова) Приуральского района.
Бригада под его руководством ежегодно показывала высокие трудовые результаты. В 1962 году было собрано в среднем с каждого гектара по 14 центнеров зерновых на площади 4 тысячи гектаров, в 1963 году — по 17 центнеров зерновых с каждого гектара. В 1964 году бригада была удостоена почётного звания «Бригада коммунистического труда». Указом Президиума Верховного Совета СССР от 23 июня 1966 года удостоен звания Героя Социалистического Труда за «успехи, достигнутые в увеличении производства и заготовок пшеницы, ржи, гречихи, риса, других зерновых и кормовых культур и высокопроизводительном использовании техники» с вручением ордена Ленина и золотой медали «Серп и Молот» (№ 12139).
За выдающиеся трудовые результаты по итогам работы в 1976 году награждён вторым Орденом Ленина.
Дальнейшая судьба не известна.
Награды
- Герой Социалистического Труда
- Орден Ленина — дважды (1966; 24.12.1976)
- Орден «Знак Почёта» (11.01.1957)